# Georg Kundert
Georg Bankl Kundert (* 18. November 1873 in Wien; † 21. Dezember 1925 ebenda) war ein österreichischer Schauspieler, Theaterregisseur und Filmregisseur.

## Leben
Er gab sein schauspielerisches Debüt 1892 am Rudolfsheimer Volkstheater in Wien und spielte dann unter anderem in Laibach, Heidelberg, Ingolstadt und Breslau. Bereits zu dieser Zeit führte er auch Regie.
1909 kehrte er nach Wien zurück und arbeitete als Schauspieler und Regisseur am Theater Die Fledermaus. 1913 hatte er seine ersten Filmauftritte, zunächst in kleinen Rollen. Bekannt wurde er 1919 als Josef Bratfisch in dem Film Kronprinz Rudolph oder: Das Geheimnis von Mayerling. 1925 wurde der Film mit einigen zusätzlichen Aufnahmen unter dem Titel Leibfiaker Bratfisch erneut herausgegeben. Daneben betätigte sich Kundert bei mehreren Stummfilmen als Regisseur.

## Filmografie (als Schauspieler)
| - 1914: Filmposse - 1914: Ein Schritt vom Weg - 1914: Der Todesritt auf dem Riesenrad - 1916: Wien im Krieg - 1917: Wenn die Liebe auf den Hund kommt - 1918: Frauenehre (nur Regie) - 1919: Das Grab ihrer Liebe (nur Regie und Drehbuch) | - 1920: Der verarmte Edelmann (nur Regie) - 1920: Die gekreuzigt werden (nur Regie) - 1922: William Ratcliff - 1923: Der Eisenkönig - 1925: Leibfiaker Bratfisch - 1925: Ein Walzer von Strauß |